# Kuttel Daddeldu erzählt seinen Kindern das Märchen vom Rotkäppchen und zeichnet ihnen sogar was dazu
Kuttel Daddeldu erzählt seinen Kindern das Märchen vom Rotkäppchen und zeichnet ihnen sogar was dazu ist eine 1923 erschienene Handschrift von Joachim Ringelnatz.

## Originalausgabe
„Joachim Ringelnatz Rotkäppchen“ wurde im Oktober/November 1923 von Ringelnatz in einer Gesamtauflage von zehn Exemplaren für  den Verlag Alfred Richard Mayer in Berlin-Wilmersdorf von Hand geschrieben, wie auch in der Vorbemerkung ausgewiesen. Die zehn Exemplare sind jeweils mit einer ganzseitigen monogrammierten und kolorierten Federzeichnung und 11 Original-Federzeichnungen des Autors im handgeschriebenen Text versehen. Die einzelnen Exemplare sind unterschiedlich bebildert, ein Nachweis aller Varianten ist nicht möglich.
Im September 1923 hatte Ringelnatz das Märchen entworfen. Es waren 12 handgeschriebene Exemplare angedacht, er schaffte aber nur 10 Stück. Erleichtert konnte er die ihm lästig gewordene Arbeit im November 1923 abschließen.

## Faksimiledruck von Karl Schönberg
Als Vorlage für diesen Faksimiledruck diente das 10. Exemplar des handgeschriebenen Originals,  es wurde 1935 von Karl Schönberg in einer posthumen Auflage von 30 Exemplaren aufgelegt. Die in dieser Ausgabe jeweils auf Blatt 2 befindliche Original-Aquarellzeichnung sowie das dabei befindliche Monogramm J.R.M stammen nicht von Ringelnatz.
| Abbildungen         | (Seite)      | Text |
| (ohne Nummerierung) |              | (Umbruch analog zur Handschrift) |
|                     | Umschlag     | Joachim Ringelnatz Rotkäppchen |
|                     | 1            | Joachim Ringelnatz Kuttel Daddeldu erzählt seinen Kindern das Märchen von Rotkäppchen und zeichnet ihnen sogar was dazu |
|                     | 2 und 3      | Dieses Buch schrieb Joachim Ringelnatz für Alfred Richard Meyer Oktober 1923 teils in Salzwedel teils in Liverpool in zehn bezifferten Exemplaren mit treuer Seemannshand. Jedes Buch ist vom Autor, den Literarhistorikern zum Schabernack, immer anders be- bildert worden. Exemplar Nro. 10 Joachim Ringelnatz |
|                     | 4 und 5      | Also Kinners, wenn ihr mal fünf Minuten lang das Maul halten könnt, dann will ich euch die Geschichte vom Rotkäppchen erzählen, wenn ich mir das noch zusammenreimen kann. Der alte Kapitän Muckelmann hat mir das vorerzählt, als ich noch so klein und so dumm war, wie ihr jetzt seid. Und Kapitän Muckelmann hat nie gelogen. Also lissen tu mi. Da war mal ein kleines Mädchen. Das wurde Rotkäppchen angetitelt – genannt heißt das. Weil es Tag und Nacht eine rote Kappe auf dem Kopfe hatte. Das war ein |
|                     | 6 und 7      | schönes Mädchen, so rot wie Blut und so weiß wie Schnee und so schwarz wie Ebenholz. Mit so große runde Augen und hinten so ganz dicke Beine und vorn – na kurz, eine verflucht schöne, wunderbare, saubere Dirn. Und eines Tages schickte die Mutter sie durch den Wald zur Großmutter; die war natürlich krank. Und die Mutter gab Rotkäppchen einen Korb mit drei Flaschen spanischem Wein und zwei Flaschen schottischem Whisky und einer Flasche Rostocker Korn und einer Flasche Schwedenpunsch und einer Buttel mit Köm und noch ein paar Flaschen Bier und Kuchen und solchen Kram mit, damit sich Großmutter mal erst stärken sollte. „Rotkäppchen“, sagte die Mutter noch extra, „geh nicht vom Wege ab, denn im Walde gibts wilde Wölfe!“ (Das Ganze muß sich bei Nikolajew oder sonstwo in Sibirien abgespielt haben.)                                                |
|                     | 8 und 9      | Rotkäppchen versprach alles und ging los. Und im Walde begegnete ihr der Wolf. Der fragte: „Rotkäppchen, wo gehst du denn hin?“ Und da erzählte sie ihm alles, was ihr schon wißt. Und er fragte: „Wo wohnt denn deine Großmutter?“ Und sie sagte ihm das ganz genau: „Schwiegerstraße dreizehn zur ebenen Erde.“ Und da zeigte der Wolf dem Kinde saftige Himbeeren und Erdbeeren und lockte sie so vom Wege ab in den tiefen Wald. Und während sie fleißig Beeren pflückte, lief der Wolf mit vollen Segeln nach der Schwiegerstraße Nummero dreizehn und klopfte zur ebenen Erde bei der Groß- mutter an die Tür. Die Großmutter war ein mißtrauisches, altes Weib mit vielen Zahnlücken. Deshalb fragte sie barsch: „Wer klopft da an mein Häuschen?“ Und da antwortete der Wolf draußen mit verstellter Stimme: „Ich bin es, Dorn- röschen!“ Und da rief die Alte: „Herein!“ |
|                     | 10 und 11    | Und da fegte der Wolf ins Zimmer hinein. Und da zog sich die Alte ihre Nachtjacke an und setzte ihre Nacht- haube auf und fraß den Wolf mit Haut und Haar auf. Unterdessen hatte sich Rot- käppchen im Walde verirrt. Und wie so pißdumme Mädel sind, fing sie an, laut zu heulen. Und das hörte der Jäger im tiefen Wald und eilte herbei. Na – und was geht uns das an, was die beiden dort im tiefen Walde miteinander vorgehabt haben, denn es war inzwischen ganz dunkel geworden, jedenfalls brachte er sie auf den richtigen Weg. Also lief sie nun in die Schwiegerstraße. Und da sah sie, daß ihre Großmutter ganz dick aufgedunsen war. Und Rotkäppchen fragte: „Großmutter, warum hast du denn so große Augen?“ |
|                     | 12 und 13    | Und die Großmutter antwortete: „Damit ich dich besser sehen kann!“ Und da fragte Rotkäppchen weiter: „Großmutter, warum hast du denn so große Ohren?“ Und die Großmutter antwortete: „Damit ich dich besser hören kann!“ Und da fragte Rotkäppchen weiter: „Großmutter, warum hast du denn so einen großen Mund?“ Nun ist das ja auch nicht recht, wenn Kinder so was zu einer er- wachsenen Großmutter sagen. Also da wurde die Alte fuchs- teufelswild und brachte kein Wort mehr heraus, sondern fraß das arme Rotkäppchen mit Haut und Haar auf. |
|                     | 14 und 15    | Und dann schnarchte sie wie ein Walfisch. Und draußen ging gerade der Jäger vorbei. Und der wunderte sich, wieso ein Walfisch in die Schwiegerstraße käme. Und da lud er seine Flinte und zog sein langes Messer aus der Scheide und trat, ohne anzuklopfen, in die Stube. Und da sah er zu seinem Schrecken statt einen Walfisch die aufgedunsene Großmutter im Bett. Und – diavolo caracho! – da schlag einer lang an Deck hin! – Es ist |
|                     | 16 und 17    | kaum zu glauben! – Hat doch das alte gefräßige Weib auch noch den Jäger aufgefressen. – Ja, da glotzt ihr Gören und sperrt das Maul auf, als käme da noch was. – Aber schert euch jetzt mal aus dem Wind, sonst mach ich euch Beine. Mir ist schon sowieso die Kehle ganz trocken von den dummen Geschichten, die doch alle nur erlogen und erstunken sind. Marsch fort! Laßt euren Vater jetzt eins trinken, ihr – überflüssige Fischbrut! |
|                     | Druckvermerk | Joachim Ringelnatz zum Gedenken ließ Karl Schönberg im Winter 1935 für seine Freunde und für Freunde des Dichters diesen Facsimiledruck eines von Joachim Ringelnatz mit der Hand geschrie- benen und gezeichneten Manuscript- buches in 30 Exemplaren herstellen. |

### Nachdruck Faksimileausgabe (mit Selbstporträt)

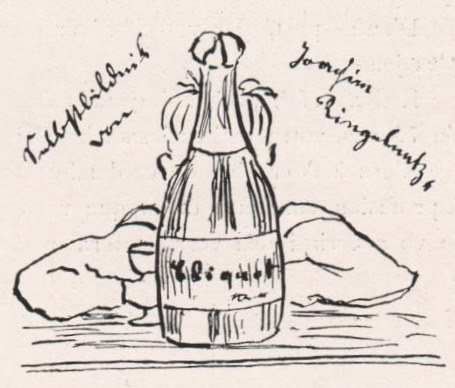
Selbstbildnis Ringelnatz, Tuschzeichnung

Eine erneute Auflage der Faksimileausgabe wurde 1961 hergestellt, dabei wurde für das Aquarell der vorangegangenen Auflage ein Selbstporträt von Ringelnatz eingefügt, eine Federzeichnung, welche erstmals in einer Ausgabe „Der Querschnitt“ von 1925 abgedruckt worden war.